# Vampyr (відеогра)
Vampyr — рольова відеогра, розроблена Dontnod Entertainment та випущена Focus Home Interactive. Відеогра вийшла для Microsoft Windows, PlayStation 4 та Xbox One 5 червня 2018 року, а для Nintendo Switch 29 жовтня 2019 року. 
Сюжет гри відбувається в Лондоні 1918 року. Головний герой, лікар Джонатан Рід, перетворюється на вампіра і повинен миритися зі своїм новим станом, розриваючись між клятвою Гіппократа і своєї новознайденої кровожерливою натурою.  
 «Напіввідкритий» світ гри розбитий на кілька пов'язаних районів, стан яких може змінюватися в залежності від дій гравця. Гравець не зобов'язаний вбивати інших персонажів, щоб успішно пройти гру, проте полювання на людей дозволяє герою відновити втрачені сили і придбати нові здібності; в боях гравець може використовувати як зброю, так і надприродні здібності вампіра.  
Розробники відвідували Лондон і використовували історичні матеріали, щоб детально відтворити місто початку XX століття. Відеогра отримала змішані оцінки преси: рецензенти високо оцінили атмосферу гри, сценарій і систему розвитку персонажа, але критикували бойову систему і численні технічні проблеми гри.

## Ігровий процес
Vampyr є рольовим бойовиком з видом від третьої особи, в якій гравцеві пропонується безліч різних занять і завдань. Важливою стороною гри є соціальна активність: герой стикається з безліччю неігрових персонажів, деякі з яких важливіші, ніж інші; гравець може вступати з жителями Лондона в діалоги, шпигувати за ними та навіть гіпнозувати інших персонажів за допомогою своїх здібностей вампіра, щоб їх вбити. Для успішних убивств Рід повинен збирати інформацію про майбутні жертви — вивчати їхні звички, збирати докази та підтримувати певні стосунки, спілкуючись з жителями Лондона.
Місто Лондон в грі частково побудоване за принципама відкритого світу — у вигляді великих районів, з'єднаних переходами. Між районами міста (за винятком декількох спочатку недоступних сюжетних локацій) можна вільно переміщатися практично з самого початку гри. Світ гри далеко не такий великий, як світи The Elder Scrolls V: Skyrim або ігор серії Grand Theft Auto, тому розробники називають його «напіввідкритим», а не відкритим.
У кожного району Лондона своя шкала, пов'язана з активністю ігрового персонажа — спочатку вбивства призводять до незначних наслідків, на зразок вищих цін у торговців або недоступності деяких побічних завдань, але якщо герой буде «годуватися» в якомусь районі надмірно багато, там з'являться чудовиська, що переб'ють всіх мешканців і зроблять район недоступним для гравця. Проте у гравця є можливість пройти гру, навіть якщо всі райони Лондона стали недоступними.
Завдяки особливому вампірському зору Рід в змозі дізнатися, чи хворий той чи інший городянин і яка якість його крові. З волі гравця жертвою героя може стати будь-який персонаж в грі, але кожна смерть має наслідки, що впливає на сюжет. Усі жителі Лондона, яких можна зустріти в грі, мають власні імена, друзів, сім'ї та режим дня, тому вбивство будь-якого з них торкнеться багатьох інших персонажів. Найважливіші моменти гри пов'язані з рішенням гравця щодо «стовпів суспільства» — найбільш важливих персонажів, навколо яких обертається життя тієї чи іншої громади. Гравець може вбити їх, пощадити або перетворити у вампірів.
Багато варіантів в діалогах з неігровими персонажами спочатку недоступні — щоб відкрити їх, Рід повинен виконувати різні завдання, розпитувати інших персонажів або спостерігати за ними здалеку. Будучи лікарем, герой може лікувати хворих або поранених городян, отримуючи таким чином певні переваги. Чим здоровіше городянин і чим більше інформації про нього зібрав Рід, тим більше очок досвіду приносить вбивство.
Гру можна пройти нікого не вбиваючи, що дозволяє найкращим чином зберегти образ лікаря, — однак це перешкоджає гравцеві отримувати нові рівні та робить такий спосіб проходження гри складнішим. Нагорода у вигляді досвіду за вбивство мирних городян набагато вища, ніж за знищення рядових ворогів, але за задумом розробників це одночасно змушує його відчувати докори сумління: при кожному вбивстві Рід дізнається останні думки жертви. Рід може перетворювати інших людей у вампірів і не може входити в чужі будинки без запрошення.
У боях проти ворогів — людей та надприродних чудовиськ — гравець може використовувати різноманітну холодну зброю, в тому числі імпровізовану, наприклад пили, а також стрілецьку зброю на зразок арбалетів або револьвера «Webley». Персонаж може носити зброю окремо в правій і лівій руках, поєднуючи їхні можливості в міру потреби. Зброя можна покращити за допомогою предметів, які гравець знаходить на тілах жертв. У грі також передбачена система створення предметів — зброї та ліків.
При використанні вампірських сил у бою персонаж втрачає здоров'я та енергію. За словами дизайнера гри Флорана Гійома, в грі три основні гілки розвитку здібностей: пов'язані з тінями, зі звірячими інстинктами та зі спілкуванням з людьми. До числа вампіричних здібностей належать, наприклад, можливість змусити кров в жилах противника закипіти або згорнутися; можливість відростити гострі кігті для ближнього бою; вміння управляти тінями, для того щоб ховатися в темряві або атакувати ворогів. Здатність «стрибка» дозволяє легко йти від переслідування і перескакувати прірви, а після удосконалення дозволяє завдавати шкоди при зіткненні з ворогом і дає тимчасову невразливість. Здатність гіпнозу дозволяє впливати на поведінку жертв, наприклад, дозволяючи вивести їх в непомітне місце і годуватися, не вступаючи в бій, або в діалозі вивідати у співрозмовника цінну інформацію.

## Сюжет
На початку гри Рід повертається в Лондон із Західного фронту і піддається нападу невідомого вампіра. Повсталий з мертвих Рід виявляє себе в братській могилі в Саутуарку, серед тіл померлих від грипу; його мимовільною жертвою стає власна сестра Мері. Риду вдається втекти від мисливців на вампірів, врятувати життя проповідника Шону Хемптону і знайти людину, багато знає про цих істот — доктора Суонсі, завідувача Пембрукскої лікарні в Іст-Енді. Суонсі приймає Ріда на роботу в лікарню — він прекрасно знає, що його новий підлеглий вампір, але не збирається видавати його мисливцям на вампірів.
Елізабет Ешбері, аристократка, на чиї пожертвування існує лікарня — теж вампір. Ешбері хтось шантажує, вимагаючи у неї гроші, і вона доручає Ріду знайти вимагача. Таємничим здирником виявляється Дороті Крейн, медсестра в тій же лікарні — вона використовує кошти Ешбері, щоб відкрити власну безкоштовну лікарню в трущобном районі Вайтчепел. Рід також таємно відвідує похорони Мері на міському кладовищі. Під час його відсутності в лікарні відбувається загадкова пригода: на думку Суонсі, раніше врятований Рідом Шон Хемптон перетворився на вампіра-скаля й убив літню пацієнтку Гаррієт Джонс. Ріду вдається знайти Хемптона, але той, дійсно будучи скелем, заперечує свою провину та посилає Ріда шукати відповіді в тунелі каналізації. У підземеллях під Лондоном існує ціла громада скалей під керівництвом старої вампірші Бріджет — і серед них знаходиться й Гаррієт Джонс, незвично мутований скаль: Хемптон не вбивав її, але, навпаки, допоміг втекти.
«Аскалон», клуб шляхетних вампірів з Вест-Енду, приймає Ріда в свої ряди; голова клубу лорд Редгрейв доручає Ріду розслідувати спалах епідемії грипу в Вест-Енді. Розслідування виводить Ріда на актрису Доріс Флетчер — вона перетворилася на чудовисько.У той час як Редгрейв посилає Ріда до Алоїзія Доусона, найбагатшої людини в Англії, щоб перетворити його на вампіра. Мисливці на вампірів влаштовують наліт на Пембрукскую лікарню — вони вважають Ріда та Суонсі винуватцями епідемії. Відбивши Суонсі у мисливців, Рід з'ясовує, що завідувач лікарнею дійсно винен: він намагався лікувати Гаррієт Джонс, переливаючи їй кров леді Ешбері, але пацієнтка перетворилася на монстра, що поширило навколо заразу. Таке ж істота — «Кошмар» — було винуватцем Великої лондонської чуми в 1666 році, але його переміг лицар-вампір Вільям Маршалл. Рід робить ліки з крові Вільяма Маршалла та короля Артура й приймає їх перед битвою з Гаррієт Джонс. На цю битву його благословляє кривавий привид Мирддин Віллт — та сама істота, яке зробило вампіром й самого Ріда, і Вільяма Маршалла до нього: за словами Мирддина Віллта, «Кошмар» є Морриган, Ала Богиня й праматір всіх вампирів, що несе смерть й епідемії.
Після перемоги Рід вирушає до Шотландії на пошуки Елізабет Ешбері, яку встиг полюбити. Ешбері опікує старого вампіра Вільяма Маршалла — той заразився хворобою за часів попередньої появи Кошмару в 1666 році й точно так же, як і Рід, склав ліки з крові великих героїв, але використав ліки не на собі, а на Ешбері. Це зробило Маршалла в'язнем замку Ешбері, а саму Елізабет — безсимптомним носієм прокляття.  
В залежності від прийнятих гравцем рішень — чи багато лондонців було вбито в процесі гри — Джонатан Рід і Елізабет Ешбері їдуть в Америку або залишаються затворниками в замку, як Вільям Маршалл до них; в гірших кінцівках Ешбері може накласти на себе руки, а Рід — перетворитися на кровожерливе чудовисько.

## Розробка
На початку розробки гри над нею працював колектив з 60 осіб, багато з яких раніше працювали над попереднім проєктом Dontnod Entertainment — епізодичній грою Life is Strange; до кінця 2016 року в розробці було зайнято до 70% зі 120 співробітників компанії. Якщо в попередніх іграх Dontnod Entertainment — Remember Me та Life is Strange — розповідь будувалося навколо героїнь-жінок, в Vampyr головним героєм став чоловік: за словами глави компанії Оскара Жильбера, з героєм-чоловіком «сюжет працює краще», хоча мова і йде про вампіра в історії з безліччю яскравих жіночих персонажів. Незвичайне написання назви Vampyr (замість сучасного англійського vampire) було вибрано під впливом історії про те, як в XVIII столітті якийсь угорець був звинувачений в вампіризмі — його звинувачення було першим публічним документом такого роду. Тема вбивства невинних людей у грі як плата за безсмертя дозволила розробникам досліджувати дуалістичну природу головного героя як вампіра і як лікаря — вбивати або дотримуватися клятви Гіппократата не капітулювати перед своєю вампіричною природою. За словами сценариста Стефана Боверже, творці гри вирішили звернутися до літературних коріння образу вампіра в дусі «Дракули» або «Кармілли», і будувати розповідь відповідно до цього класичним чином: вампір як обманщик, який маніпулює своїми жертвами і приховує свою справжню природу, але одночасно це «трагічна постать, вимушена вбивати і віднімати життя — не завжди охоче».
Розробники деякий час мали намір вибрати місцем і часом дії гри Америку 1950-х років, але, сподіваючись вдихнути в гру готичніший настрій, вибрали Лондон 1918 року під час пандемії іспанського грипу. Артдиректор Dontnod Грегорі Сюч відзначав, що на художній стиль і атмосферу гри вплинули картини американського художника-сюрреаліста Філа Хейла. Важливими джерелами натхнення для розробників були телесеріали, зокрема, присвячені медицині початку XX століття «Лікарня Нікербокер» і «Лондонський госпіталь»,а також телесеріал 2013 року «Гострі картузи». Співробітники Dontnod Entertainment вивчали місце дії майбутньої гри, виїжджаючи до Лондона і роблячи фотографії, а також збирали інформацію про події, пов'язані з описуваних періодом — зокрема, вони відвідували райони Сіті, Темпл і Іст-Енд, проте багато частин міста були перебудовані протягом XX століття, тому, наприклад, інформація про те, як в 1918 році виглядали Вайтчепел, портовий район або Собачий острів — як виглядали будівлі, як одягалися городяни, що вони їли — відновлювалася за документальними фільмами і історичним книгам. Створенням музичного супроводу до гри займався композитор Олів'є Дерівьер, який раніше працював над саундтреками до таких ігор, як Remember Me або Alone in the Dark.
Гра використовує рушій Unreal Engine 4. Розробка версії гри для Xbox One була пов'язана з труднощами, проте, за словами розробників, ці труднощі були подолані та версія для цієї ігрової приставки не піддалася погіршення в порівнянні з версіями для Windows і PlayStation 4. Перенесення дати випуску гри з 2017 на 2018 рік був, за заявою виконавчого директора студії Оскара Жильбера, пов'язаний з якимись технічними труднощами, через які графік розробки довелося зрушити; завдяки перенесенню у розробників з'явилася можливість додатково збалансувати та відполірувати гру.
Рання демоверсія відеогри була продемонстрована на виставці Electronic Entertainment Expo 2016 року в червні. У травні 2018 року розробники повідомили, що відеогра не буде використовувати захист Denuvo.

## Оцінки та нагороди
| Агрегатор  | Оцінка                                             |
| ---------- | -------------------------------------------------- |
| Metacritic | (PC) 72/100 (PS4) 70/100 (XONE) 70/100 (NS) 69/100 |

| Видання                   | Оцінка      |
| ------------------------- | ----------- |
| Destructoid               | 6/10        |
| Electronic Gaming Monthly | 8/10        |
| GameRevolution            | 2.5/5 зірок |
| GameSpot                  | 7/10        |
| GamesRadar+               | 3.5/5 зірок |
| IGN                       | 7/10        |
| PC Gamer (США)            | 68/100      |
| VideoGamer.com            | 7/10        |

### Оцінки
Гра Vampyr отримала змішані оцінки ігрових ресурсів. На сайті Metacritic версія для персональних комп'ютерів має середню оцінку в 72/100, версія для PlayStation 4 — 70/100 та версія для Xbox One 70/100.

### Нагороди
За підсумками виставки E3 2017 Vampyr була включена в число кращих ігор виставки за версією GamesRadar; була номінована на що видається сайтом GamesBeat нагороду «Unreal Underdog» для ігор на рушії Unreal Engine, представлених на виставці несподівано видовищно, і нагороду Game Critics Awards в категорії «найкраща комп'ютерна рольова гра».